# Овен Глендовер
Овен Глендовер (енгл. Owain Glendower, вел. Owain Glyndŵr, 1354−1416) био је принц од Велса (1405−1415) и вођа последњег великог устанка Велшана против енглеске власти.

## Устанак против Енглеза
Овен Глендовер био је потомак старих велшких кнежева, који је желео да поврати независност Велса. Буна је избила у најнезгодније време по Енглеску, у време грађанских немира и буна после свргавања краља Ричарда II (1399) и узурпације војводе Хенрија од Ланкастра, који се прогласио за краља Хенрија IV (1399-1413). Више од десет година су Хенри IV и његов син и наследник, Хенри V (1413-1422) водили рат против устаника, и гонили их по велшким брдима, али све до Овенове смрти (1416) устанак није био потпуно угушен.

## Код Шекспира
Овен Глендовер је једна од личности Шекспирове историјске драме Хенри IV, део први.